# United Visual Artists
United Visual Artists (abbreviato in UVA), è un'organizzazione di artisti con diverse esperienze tecniche, che lavora in vari campi come installazioni, video musicali e lighting design.
Con le loro opere riescono a realizzare delle vere e proprie esperienze a livello sensoriale.

## Descrizione
La United Visual Artists è stata fondata nel 2003 da Matt Clark, Chris Bird e Ash Nehru. Inizialmente nata per realizzare degli innovativi show visivi per i tour dei gruppi musicali, ora produce lavori artistici di svariati tipi, dalle gallerie alle installazioni LED, fino a vere e proprie strutture architettoniche.
Tra le installazioni luminose interattive più importanti vi è Volume, realizzata in collaborazione con Neil Davidge e Robert Del Naja.
Questo tipo di installazioni si possono osservare durante i concerti dei Massive Attack, con i quali sono spesso in collaborazione.

## Installazioni
Le installazioni più importanti prodotte dalla United Visual Artists sono:
- realizzazione software per la gestione del video wall nel 360º tour degli U2
- Volume, installazione semi-permanente al Victoria and Albert Museum di Londra;
- Hereafter, installazione-specchio al Belsay Castle;
- Echo, installazione su palcoscenico per spettacolo di danza al Teatro Sociale di Como;
- Battles - Tonto, installazione per il videoclip del brano Tonto dei Battles;
- Massive Attack 2008, installazione su palcoscenico per il World Tour 2008;
- Massive Attack 2003, installazione su palcoscenico per il World Tour 2003 di 100th Window;
- Contact, installazione semi-permanente al Roppongi Hills di Tokyo;
- Constellation, installazioni luminose invernali al Covent Garden nel 2008.

## Personale
- Matt Clark - Direttore creativo
- Chris Bird - Direttore tecnico
- Ash Nehru - Direttore software
- Annika Stark - Project manager
- Keri Elmsly - Produttore
- James Medcraft - Designer / Fotografo
- Dave Ferner - Designer animazioni
- Alex Dey - Product Designer
- Alexandros Tsolakis - Architetto
- Ben Kreukniet - Designer illuminazioni architettoniche
- Simon Gravett - Responsabile tecnico
- Phillip Mullan - Assistente tecnico
- Greg Bakker - Sviluppatore D3
- Tom Whittock - Sviluppatore D3
- Sam Willan - Assistente Produzione
- Yasmin Mokhtarzadeh - Assistente Produzione